# Dystrykt Portalegre
Dystrykt Portalegre (port. Distrito de Portalegre IPA: /puɾtɐ'lɛgɾ(ɨ)/) – jednostka administracyjna pierwszego rzędu w środkowej Portugalii. Ośrodkiem administracyjnym dystryktu jest miasto Portalegre. Położony jest na terenie regionu Alentejo, od północy graniczy z dystryktem Castelo Branco, od wschodu z Hiszpanią, od południa z dystryktem Évora a od zachodu z dystryktem Santarém. Powierzchnia dystryktu wynosi 6065 km², zamieszkuje go 127 018 osób, gęstość zaludnienia wynosi 21 os./km².
W skład dystryktu Portalegre wchodzi 15 gmin:
- Alter do Chão
- Arronches
- Avis
- Campo Maior
- Castelo de Vide
- Crato
- Elvas
- Fronteira
- Gavião
- Marvão
- Monforte
- Nisa
- Ponte de Sôr
- Portalegre
- Sousel